# 圣玛格丽特-德罗梅勒站
圣玛格丽特-德罗梅勒站是法国东南部城市马赛的一个地铁车站，马赛地铁2号线的东南侧终点站。

## 站名
"圣玛格丽特"为这一街区的名称，"德罗梅勒"一名来源于车站附近同名的公园。

## 位置
圣玛格丽特-德罗梅勒站位于马赛市区东南部的圣玛格丽特街区，属于9区。车站大致呈东西走向，是一个高架车站，有自动扶梯连接地面。

## 设施
圣玛格丽特-德罗梅勒站站内设有自动售票机及无障碍设施。

## 站台设置
| 北↑ |      |             |
|     | 侧式 |             |
|     |      | 热兹站方向← |
|     |      | （终点）    |
|     | 侧式 |             |
| 南↓ |      |             |

## 配套交通

### 城市公共交通
| 圣玛格丽特-德罗梅勒站附近的公共交通线路 |            |          |
| 公交车站名称                            | 位置       | 停靠线路 |
| 地铁圣玛格丽特-德罗梅勒站               | 地铁站下方 |          |
| 1.                                      |            |          |

此外，当地铁线路发生故障或施工时，马赛交通局可能提供临时摆渡车。

### 社会车辆
圣玛格丽特-德罗梅勒站附近设有P+R停车场。

## 临近车站
| 圣玛格丽特-德罗梅勒站（Sainte-Marguerite Dromel） |               |          |
| 上行车站                                          | 线路          | 下行车站 |
| 普拉多转盘站 1100m←                               | 马赛地铁2号线 | （终点） |
| - 本表仅显示运营中的线路及车站                    |               |          |